# Trigonidium marroo
Trigonidium marroo är en insektsart som först beskrevs av Otte, D. och R.D. Alexander 1983.  Trigonidium marroo ingår i släktet Trigonidium och familjen syrsor. Inga underarter finns listade i Catalogue of Life.